# Colonel Bogey Mars
De Colonel Bogey Mars (Engels: Colonel Bogey March) is een mars geschreven door luitenant F.J. Ricketts in 1914. Ricketts publiceerde de mars onder zijn pseudoniem Kenneth Alford, omdat in de tijd dat Ricketts zijn muziekstukken componeerde het niet werd aangemoedigd dat men er binnen het leger een andere loopbaan op na hield.
Voor de melodie van de Colonel Bogey Mars werd Ricketts waarschijnlijk geïnspireerd door een officier die golf speelde en de twee tonen van de kleine terts omlaag floot, kenmerkend element in dit melodietje, in plaats van fore! te roepen.
De Colonel Bogey Mars werd een groot succes, werd vele malen opgenomen en werd de geautoriseerde mars van onder meer The King's Own Calgary Regiment (RCAC) van de Canadese troepen. Er werden vele teksten bij geschreven, zowel serieuze als schuine; een van de bekendste, gebruikt tijdens de Tweede Wereldoorlog, was Hitler heeft maar één bal.
Hitler has only got one ball

Göring has two but very small

Himmler is somewhat sim'lar

And doctor Goebbels has no balls at all
De mars van Ricketts werd gebruikt voor de film The Bridge on the River Kwai uit 1957, een film die zich afspeelde tijdens de Tweede Wereldoorlog. De mars werd gefloten door soldaten terwijl zij een krijgsgevangenenkamp binnenkwamen. Componist Malcolm Arnold schreef er een tegenmars bij, de River Kwai-Mars, die verschillende keren in de film terugkwam. Hierdoor wordt de Colonel Bogey Mars vaak verward met de River Kwai Mars. De Colonel Bogey Mars is ook vaak gebruikt in andere films, zoals bijvoorbeeld in de televisieseries Doctor Who, Friends en The Benny Hill Show. In 2015 werd de melodielijn van de mars gebruikt voor de carnavalskraker Onno (mag ik je toyboy zijn?).